# Илия (село)
Илия (болг. Илия) — село в Болгарии. Находится в Кюстендилской области, входит в общину Невестино. Население составляет 55 человек.

## Политическая ситуация
Илия подчиняется непосредственно общине и не имеет своего кмета.
Кмет (мэр) общины Невестино — Димитр Иванов Стаменков (независимый) по результатам выборов.